# Klenovec
Klenovec (in ungherese: Klenóc) è un comune della Slovacchia facente parte del distretto di Rimavská Sobota, nella regione di Banská Bystrica.
Ha dato i natali allo scrittore e politico Vladimír Mináč (1922-1996), di cui si conserva la casa natale.